# Capalbio Scalo
Capalbio Scalo è una frazione del comune italiano di Capalbio, nella provincia di Grosseto, in Toscana.

## Geografia fisica
Il centro di Capalbio Scalo è situato nella parte meridionale della costa d'Argento, lungo il litorale della Maremma grossetana, a circa 8 m d'altitudine e a poco più di 1 km in linea d'aria dalla costa del mar Tirreno. Il paese sorge in prossimità della riva settentrionale del lago di Burano, dalla quale è separata dal tracciato della ferrovia.
L'area del lago di Burano è di significativo interesse naturalistico e dal 1980 è riserva naturale statale: si tratta di una laguna salmastra che si estende per circa 236 ettari, ha una profondità media di un metro ed è separato dal mar Tirreno da una stretta fascia di dune, che costituisce uno dei tratti costieri naturalisticamente meglio conservati della regione. A nord di Capalbio Scalo, alle pendici del Poggio Capalbiaccio (238 m), è invece situato il lago di San Floriano, bacino lacustre collegato con il lago di Burano tramite il fosso San Floriano (4 km) che va ad immettersi nel fosso Melone (9 km), corso d'acqua che nasce da Poggio Imperiale (147 m) e dopo aver attraversato la frazione del Giardino si allaccia al lago di Burano presso la Tagliata etrusca. A sud-est del paese, sul lato orientale del lago, ha origine il canale emissario del Lago di Burano.
Capalbio Scalo dista poco meno di 10 km dal capoluogo comunale e circa 50 km da Grosseto.

## Storia
La frazione di Capalbio Scalo nacque nella seconda metà del XIX secolo in una località nota come Nunziatella, grazie all'inaugurazione della ferrovia avvenuta nell'agosto 1864, della quale la stazione di Nunziatella costituiva temporaneamente il capolina meridionale; il collegamento con Civitavecchia e quindi con Roma avvenne poco dopo nell'estate del 1867. La stazione era a servizio del territorio capalbiese, allora parte del comune di Orbetello, ed era sfruttata soprattutto dalla vicina tenuta della Nunziatella.
Il piccolo paese iniziò a sorgere intorno alla stazione, ma si sviluppò principalmente nel corso del XX secolo, grazie anche alla riforma agraria avviata nel 1951 che razionalizzò e ripopolò le campagne, rendendo il paese il centro abitato principale dell'area costiera del comune di Capalbio, grazie anche alla sua strategica posizione tra la ferrovia e la via Aurelia. La frazione assunse una propria fisionomia in seguito ad un piano regolatore del 1967, con la costruzione di villini e palazzine che costituiscono i margini del moderno centro abitato.
Negli ultimi anni è stata costruita una zona residenziale nell'area nord del paese, verso il collegamento con la via Aurelia, e con i suoi 551 abitanti nel 2011 Capalbio Scalo è la frazione più popolosa del comune di Capalbio.

## Monumenti e luoghi d'interesse

### Architetture religiose
A Capalbio Scalo è situata la chiesa di Santa Maria Goretti, chiesa parrocchiale della frazione. La parrocchia di Capalbio Scalo fu istituita il 6 luglio 1986 con territorio distaccato da quella di Borgo Carige, mentre l'edificio di culto venne consacrato il 6 settembre 1986 dal vescovo Eugenio Binini. La chiesa presenta una facciata decorata da un oculo sovrastante il portale e da un timpano rialzato, è a croce latina ed è realizzata con murature in pietra locale.

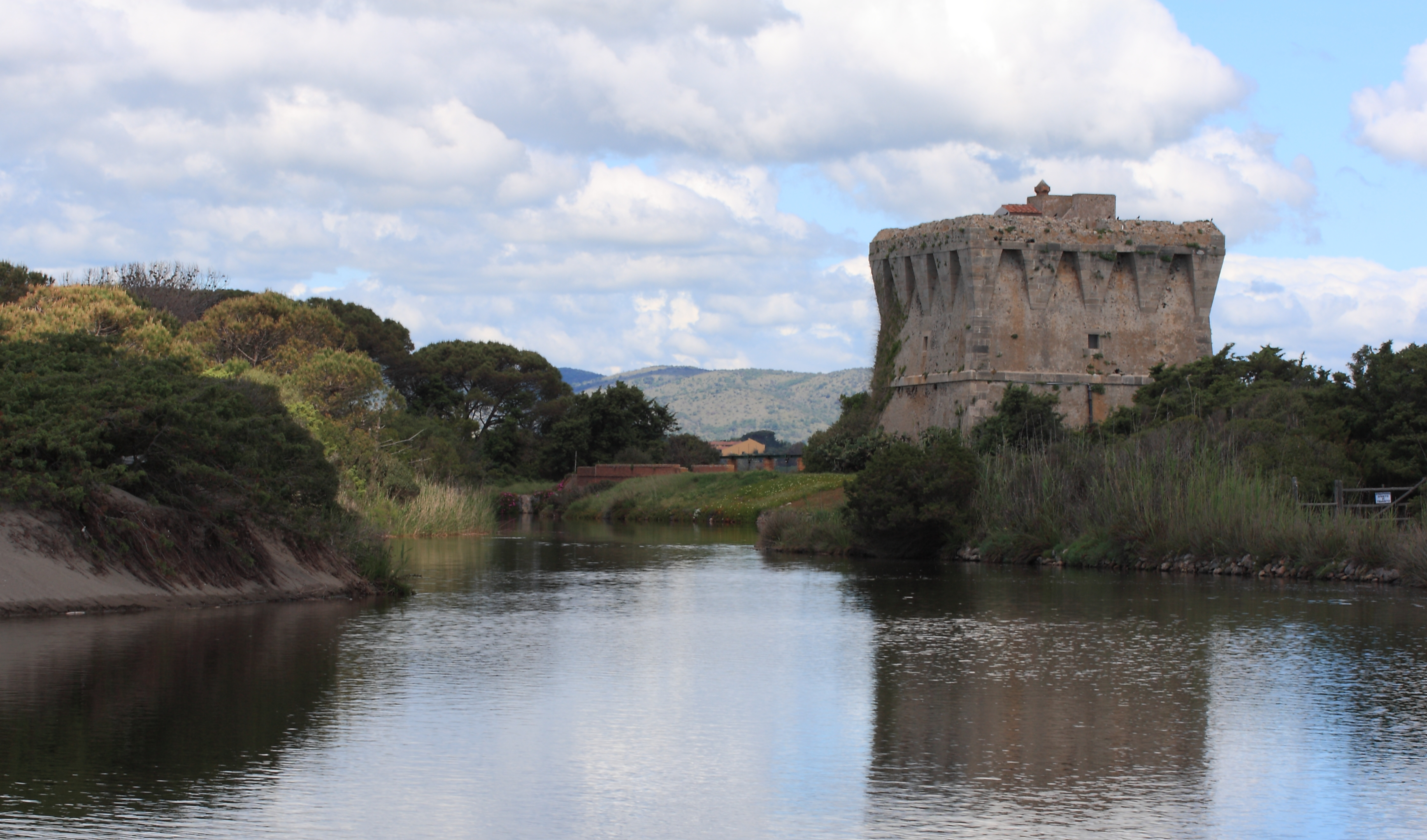
La torre di Buranaccio

### Architetture militari
Nei dintorni del paese, nel tratto costiero a sud della ferrovia, sono situate due strutture fortificate sorte in epoca moderna a scopo difensivo. La torre di Buranaccio, situata sulla riva meridionale del lago di Burano, venne costruita attorno alla metà del XVI secolo e costituiva l'avamposto difensivo posto più a sud dello Stato dei Presidi, trovandosi proprio ai confini con il Granducato di Toscana e lo Stato della Chiesa. Poco più a ovest lungo il litorale, in direzione delle spiagge ferrifere della Torba, si trova il forte di Macchiatonda, costruito dagli Spagnoli sulla spiaggia di Macchiatonda nel corso del XVII secolo e poi dismesso nel XIX secolo.

### Aree naturali
- Riserva naturale Lago di Burano

## Società

### Evoluzione demografica
Quella che segue è l'evoluzione demografica della frazione di Capalbio Scalo. Sono indicati gli abitanti del centro abitato e dove è possibile è inserita la cifra riferita all'intero territorio della frazione.
| Anno | Abitanti       | Abitanti |
| Anno | Centro abitato | Frazione |
| ---- | -------------- | -------- |
| 1961 | 97             | 703      |
| 1981 | 353            | 1 016    |
| 2001 | 461            | -        |
| 2011 | 551            | -        |

## Infrastrutture e trasporti
La frazione è collegata perfettamente sia a nord con Grosseto che a sud con Roma, poiché è situata a ridosso della strada statale Aurelia, e soprattutto per il fatto di possedere la stazione ferroviaria a servizio dell'intero comune, stazione classificata nella categoria Silver di RFI, che permette facili collegamenti con Grosseto, Orbetello, Civitavecchia e Roma.